# 1930年臺灣
|        | 臺灣歷史 \| 台灣歷史年表 |
| 世纪： | 19世纪臺灣 \| 20世纪臺灣 \| 21世纪臺灣 |
| 年代： | 1900年代臺灣 \| 1910年代臺灣 \| 1920年代臺灣 \| 1930年代臺灣 \| 1940年代臺灣 \| 1950年代臺灣 \| 1960年代臺灣                                           |
| 年份： | 1925年臺灣 \| 1926年臺灣 \| 1927年臺灣 \| 1928年臺灣 \| 1929年臺灣 \| 1930年臺灣 \| 1931年臺灣 \| 1932年臺灣 \| 1933年臺灣 \| 1934年臺灣 \| 1935年臺灣 |
| 纪年： | 庚午年（马年）、日本昭和5年 |

1930年臺灣爆發了霧社事件，同年度的重要事件還有嘉南大圳的啟用與臺灣地方自治聯盟的成立。

## 政府

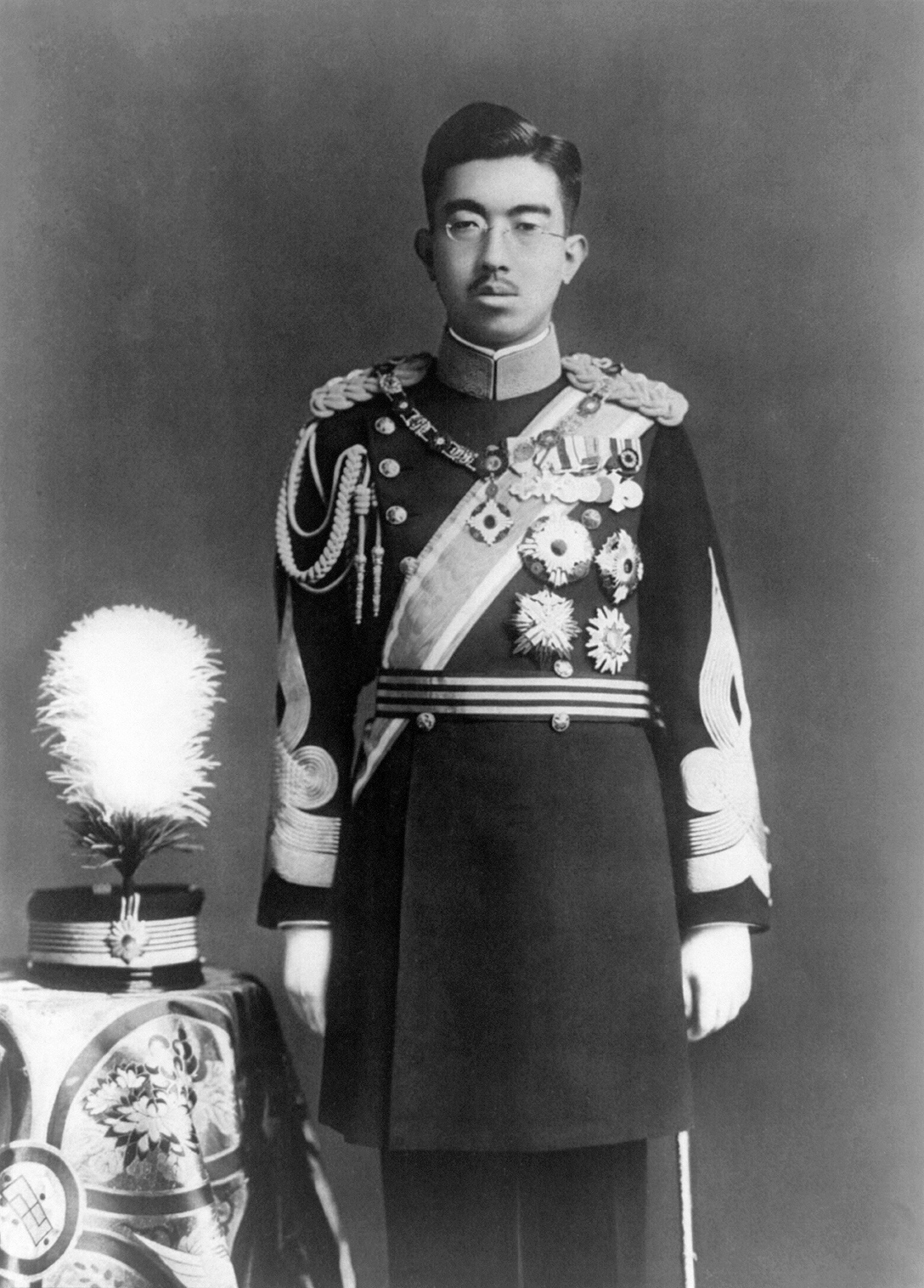
天皇：昭和天皇
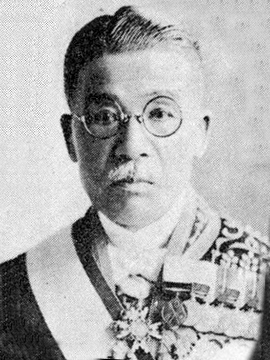
臺灣總督：石塚英藏
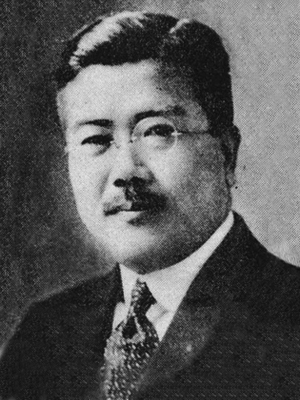
總務長官：人見次郎

## 大事記

### 1月
- 1月7日——臺灣民眾黨修改綱領，主張：一、廢除政治、經濟、社會的束縛，二、擁護伸張民眾的日常利益，三、反對總督專制[1]:3514。
- 1月20日——嘉義街、新竹街改制為州轄市的嘉義市、新竹市[2]:123。臺灣新竹、嘉義實施市制[1]:3522。

### 2月
- 2月2日——「臺灣工友總聯盟」第三次代表大會在臺北召開，號召「擁護中國工農革命」、「反對帝國主義戰爭」，大會被日警強行解散[1]:3527。

### 3月
- 3月29日——《臺灣民報》改名《臺灣新民報》[3]:208。

### 4月
- 臺灣勞動互助社舉辦「文化協會及民眾黨批判演講會」[1]:3583。
- 4月7日——台灣民眾黨在基隆舉辦促進自治運動[1]:3570。
- 4月10日——嘉南大圳啟用[3]:208。
- 4月12日——臺灣總督府《臨時產業調查令規則》公布[1]:3573。
- 4月28日——第十一次臺灣議會設置請願運動，請願團造訪眾議院[3]:208。

### 5月
- 5月2日——第十一次臺灣議會設置請願運動，請願團造訪貴族院[3]:208。
- 5月27日——臺灣勞動互助社舉辦「臺灣社會運動清算演講會」[1]:3600。

### 6月
- 6月4日——開始實施「齲齒豫防日」[4]。

### 8月
- 8月13日——新臺灣聯盟解散[3]:208。
- 8月17日——臺灣地方自治聯盟成立[3]:208。
- 8月21日——臺灣宜蘭東南海中發生七級地震[1]:3656。

### 10月
- 10月2日——臺灣進行第二次戶口普查[1]:3686。
- 10月26日——臺灣文化三百年紀念會在臺南召開[1]:3703。
- 10月27日——賽德克族人因不堪日本統治當局統治，發起抗日行動[1]:3703。臺中州能高郡爆發霧社事件，能高郡視學菊川孝行自霧社逃到埔里街，向能高郡役所報告情況[5]:164。是日霧社公立學校運動會開幕時包圍會場，襲擊日人，同時襲擊警所、學校、郵局及官員宿舍等處，殺死日本人134人，擊傷215人，占領霧社全區[1]:3703。原本埔里蜈蚣崙、九芎林正為隔日的媽祖繞境活動進行準備，得知霧社事件的消息後取消作戲，全部壯丁武裝戒備，將老幼集中到安奉媽祖神像的地方[5]:165。臺中州應援隊於23點左右抵達埔里街[5]:169。
- 10月29日——臺中守備隊進入霧社地方，迫使賽德克人退入山區，化整為零，據險抵抗；被圍山中婦女兒童皆行自殺，以送父兄丈夫出戰，絕其後顧之憂；男子組織決死隊與日搏鬥，戰敗亦均自殺，絕不忍受俘，英勇堅持抵抗50餘日；臺灣總督石㙇與臺中部隊均感無法入山，竟築長堤將山區包圍，出動飛機施放毒氣；賽德克族人民生存者仍奮勇作戰，彈盡糧絕即集體自殺；事後於岩窟中發現，戰士及婦孺往往連成一串，每串10餘人；日後捕獲領袖摩那·羅達粵之妹馬洪·摩那，逼其不斷攜帶雞肉酒飯前往誘降援盡食絕之兄；摩那·羅達粵及其子泰拉粵·摩那，偕同起義人員40餘人於彈盡糧絕後，於卡薩溪上流之一岩穴中集體自戕以殉[1]:3705。
- 10月31日——明治製糖總爺工場（麻豆糖廠）的總爺社舉行鎮座式[6]:25。

### 12月
- 12月8日——午後2時20分，臺南地震，死4人，傷60餘人，房屋全毁者57所，半毁及受損者數百所，12月22日發生較強餘震，「道路龜裂，屋舍倒塌亦頗多」[1]:3739。

## 出生
- 1月25日——郭婉容，經濟學家、政治人物，曾任中華民國財政部部長。
- 7月3日——邱仕豐，醫學學者、政治人物。曾任臺灣省議員、立法委員。
- 7月23日——李鳳鳴，政治人物。曾任宜蘭縣縣長、臺灣省政府糧食局長。
- 9月5日——黃鏡峰，政治人物。曾任臺東縣縣長、臺灣省政府建設廳廳長。（2012年逝世）
- 10月29日——楊寶發，政治人物，曾任臺南縣縣長、內政部政務次長。（2012年逝世）
- 12月12日——梁國樹，財經學者，曾任彰化銀行、交通銀行董事長，首位臺籍中央銀行總裁。（1995年逝世）

## 逝世
- 8月8日——陳中和，企業家，出身高雄陳家。曾經營米糖出口，是日治時期的糖業公司「臺灣製糖」的投資者。（1853年出生）
- 10月12日——葉宗祺，企業家，旗後「新泰記商行」經營者。日治時期出任高雄街助役、高雄街協議員及高雄市協議員。（1870年出生）
- 10月27日——花岡一郎（Dakis Nomin），賽德克族警察、教師，於霧社事件中切腹自殺。（1908年出生）
- 11月5日——莫那·魯道，賽德克族台灣抗日運動領袖，卒於霧社事件。（1880年出生）